# Лесично
Лесично (словен. Lesično) је насељено место у општини Козје, Савињска регија, Словенија.

## Историја
До територијалне реорганизације у Словенији било је у саставу старе општине Шмарје при Јелшах.

## Становништво
У попису становништва из 2011. године, Лесично је имало 169 становника.
| Број становника према пописима | Број становника према пописима | Број становника према пописима |
| ------------------------------ | ------------------------------ | ------------------------------ |
| 1991                           | 2002                           | 2011                           |
| 210                            | 195                            | 169                            |

Напомена: Године 2005. повећан за део насеља Пилштањ. Године 2018. извршена је мања размена територија између насеља Лесично и Ветрник.